# PGC 7333
LEDA/PGC 7333 ist eine Galaxie vom Hubble-Typ S? im Sternbild Dreieck am Nordsternhimmel, die schätzungsweise 210 Millionen Lichtjahre von der Milchstraße entfernt ist. Sie gilt als Mitglied der kleinen NGC 736-Gruppe (LGG 39).